# Adrian Aliaj
Adrian Aliaj   (Tirana, 24 de setembre de 1976) és un exfutbolista albanès de la dècada de 2000.
Fou 29 cops internacional amb la selecció albanesa.
Pel que fa a clubs, defensà els colors de Partizani Tirana, Hannover 96, Standard de Liege, Maccabi Petah Tikva o R. Charleroi S.C..